# Park Narodowy Benito Juárez
Park Narodowy Benito Juárez (hiszp. Parque nacional Benito Juárez) – park narodowy w południowym Meksyku, w stanie Oaxaca. Został utworzony 30 grudnia 1937 roku i zajmuje obszar 25,92 km². W 2021 roku został zakwalifikowany przez BirdLife International jako ostoja ptaków IBA.

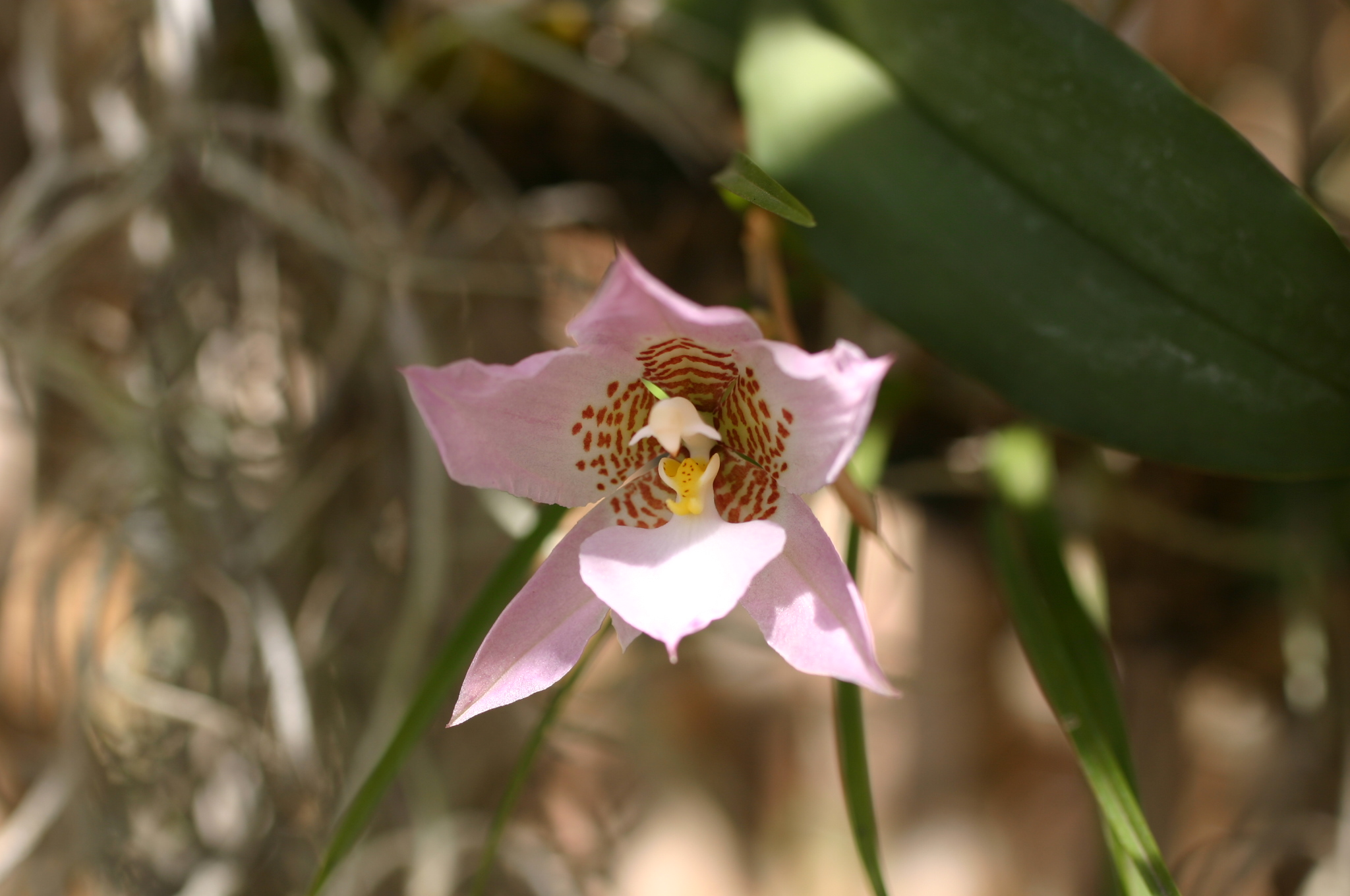
Rhynchostele cervantesii rosnący w parku

## Opis
Park położony jest na południowym zboczu Sierra de San Felipe (jest to środkowa część pasma górskiego Sierra Madre de Oaxaca będącego najdalszym wschodnim odcinkiem łańcucha górskiego Sierra Madre Południowa) na wysokościach od 1780 do 2920 m n.p.m. Znajduje się 60 km na północ od miasta Oaxaca de Juárez. Główne rzeki w parku to Yugusiqui i Duraznales, które łączą się, tworząc rzekę San Felipe, oraz Rio Grande, która bierze tutaj swój początek.

## Szata roślinna
W parku występują 663 gatunki roślin. Prawie cały jego obszar pokrywają lasy, głównie sosnowe i sosnowo-dębowe. Rosną tu zagrożony wyginięciem (EN) Abies hickelii, a także m.in.: Litsea glaucescens, Zephyranthes conzattii, Tillandsia carlos-hankii, Tillandsia seleriana, Rhynchostele cervantesii, Catopsis berteroniana, Coryphantha retusa, Tigridia orthantha, Bursera bipinnata, Bursera biflora, Ipomoea murucoides, Heliocarpus terebinthinaceus, Pithecellobium dulce, Bunchosia biocellata, Quercus glaucoides, Quercus castanea, Acacia pennatula, Arctostaphylos pungens, aksamitka lśniąca, Rhynchostele cervantesii, Laelia furfuracea, Pinus hartwegii, sosna Montezumy i Pinus teocote.

## Fauna
W parku odnotowano 18 gatunków płazów  i 39 gatunków gadów. Są to krytycznie zagrożone wyginięciem (CR) Thorius pulmonaris, Pseudoeurycea smithi i Pseudoeurycea unguidentis, zagrożone wyginięciem (EN) Thorius narisovalis i Tantilla flavilineata, narażone na wyginięcie (VU) Pseudoeurycea cochranae, Micrurus ephippifer, Abronia oaxacae i Plectrohyla hazelae, a także  m.in.: Pseudoeurycea belli, Plectrohyla arborescandens, Plectrohyla bistincta, Thamnophis cyrtopsis, Pituophis deppei, Leptophis diplotropis, Thamnophis eques, Phrynosoma braconnieri, Sceloporus grammicus, Kinosternon integrum, Thamnophis scalaris, lancetogłów mleczny, Crotalus intermedius, grzechotniczek meksykański, grzechotnik meksykański i grzechotnik górski.
Żyje tu 737 gatunków ptaków. Są to zagrożone wyginięciem (EN) lasówka żółtolica i amazonka żółtogardła, narażone na wyginięcie (VU) piłodziób ostrodzioby, cierniosternik czarny, kominiarczyk amerykański i ara zielona, a także m.in.: tęczownik, kusaczka północna, cytrynka uboga, drozdek rdzawogłowy, drozd czarny, przepiór czarnogardły, trębacz prążkowany, przepiór perlisty, pluszcz meksykański, gajówek czarnodzioby, klarnetnik brązowoskrzydły, czubotyranka meksykańska, wireonek mały, modrowronka mała, krogulec czarnołbisty, krogulec zmienny, aguja białosterna, skalik ciemny i amazonka modra.
W parku występuje 195 gatunków ssaków. Są to krytycznie zagrożona wyginięciem (CR) skrytouszka wulkaniczna, narażone na wyginięcie (VU) smukłonosek kaktusowy i Reithrodontomys microdon, a także m.in.: jaguarundi amerykański, puma płowa, ocelot nadrzewny, assapan południowy, ryjówka gwatemalska, Cryptotis peregrina i ryjówka meksykańska.